# Calistoga
Calistoga – miasto w Stanach Zjednoczonych, w stanie Kalifornia, w hrabstwie Napa. Według spisu ludności przeprowadzonego przez United States Census Bureau w roku 2010, w Calistoga mieszka 5155 mieszkańców.